# 東四つ木
東四つ木（ひがしよつぎ）は、東京都葛飾区の町名。現行の行政地名は東四つ木一丁目から四丁目。住居表示実施済み区域。

## 地理
葛飾区南西端に位置する。隣接・近隣区域は、北東が東立石一・二・三丁目、南東が中川を挟んだ対岸の西新小岩五丁目、南西は綾瀬川・荒川を挟んだ対岸の墨田区東墨田、北西が四つ木一・二丁目である。北東辺（東立石との境界）を東京都道308号千住小松川葛西沖線、北西辺（四つ木との境界）を京成押上線の鉄路で画されており、南東と南西を河川に囲まれた、四角形に近い町域をなしている。
町域内は住宅地と商業地が混在している。西に隣接する四つ木一丁目から五丁目とは密接な生活圏を形成しており、広域地名としては四つ木一丁目から五丁目および東四つ木一丁目から四丁目を「四つ木」と総称する。

## 歴史
東四つ木一丁目4番から5番は荒川放水路開削前の中川河道跡である。一丁目1番から3番は本来は対岸の土地であった。

## 世帯数と人口
2023年（令和5年）1月1日現在（東京都発表）の世帯数と人口は以下の通りである。
| 丁目           | 世帯数    | 人口     |
| -------------- | --------- | -------- |
| 東四つ木一丁目 | 1,112世帯 | 2,073人  |
| 東四つ木二丁目 | 2,184世帯 | 4,247人  |
| 東四つ木三丁目 | 1,738世帯 | 3,109人  |
| 東四つ木四丁目 | 2,441世帯 | 4,406人  |
| 計             | 7,475世帯 | 13,835人 |

### 人口の変遷
国勢調査による人口の推移。
| 年                 | 人口   |
| ------------------ | ------ |
| 1995年（平成7年）  | 12,625 |
| 2000年（平成12年） | 13,903 |
| 2005年（平成17年） | 13,584 |
| 2010年（平成22年） | 13,966 |
| 2015年（平成27年） | 13,615 |
| 2020年（令和2年）  | 13,609 |

### 世帯数の変遷
国勢調査による世帯数の推移。
| 年                 | 世帯数 |
| ------------------ | ------ |
| 1995年（平成7年）  | 4,848  |
| 2000年（平成12年） | 5,507  |
| 2005年（平成17年） | 5,438  |
| 2010年（平成22年） | 6,042  |
| 2015年（平成27年） | 6,016  |
| 2020年（令和2年）  | 6,549  |

## 学区
区立小・中学校に通う場合、学区は以下の通りとなる（2021年4月時点）。
| 丁目           | 番地                  | 小学校               | 中学校             |
| -------------- | --------------------- | -------------------- | ------------------ |
| 東四つ木一丁目 | 16～17番 22～25番     | 葛飾区立渋江小学校   | 葛飾区立中川中学校 |
| 東四つ木一丁目 | 1〜15番 18〜21番      | 葛飾区立木根川小学校 | 葛飾区立中川中学校 |
| 東四つ木二丁目 | 1番                   | 葛飾区立木根川小学校 | 葛飾区立中川中学校 |
| 東四つ木二丁目 | 11～15番 22～26番     | 葛飾区立渋江小学校   | 葛飾区立中川中学校 |
| 東四つ木二丁目 | 2〜10番 16〜21番 27番 | 葛飾区立川端小学校   | 葛飾区立本田中学校 |
| 東四つ木三丁目 | 1～44番 47番          | 葛飾区立木根川小学校 | 葛飾区立中川中学校 |
| 東四つ木三丁目 | 45〜46番 48〜49番     | 葛飾区立渋江小学校   | 葛飾区立中川中学校 |
| 東四つ木四丁目 | 全域                  | 葛飾区立渋江小学校   | 葛飾区立中川中学校 |

## 事業所
2021年（令和3年）現在の経済センサス調査による事業所数と従業員数は以下の通りである。
| 丁目           | 事業所数  | 従業員数 |
| -------------- | --------- | -------- |
| 東四つ木一丁目 | 122事業所 | 856人    |
| 東四つ木二丁目 | 102事業所 | 824人    |
| 東四つ木三丁目 | 107事業所 | 494人    |
| 東四つ木四丁目 | 182事業所 | 1,333人  |
| 計             | 513事業所 | 3,507人  |

### 事業者数の変遷
経済センサスによる事業所数の推移。
| 年                 | 事業者数 |
| ------------------ | -------- |
| 2016年（平成28年） | 568      |
| 2021年（令和3年）  | 513      |

### 従業員数の変遷
経済センサスによる従業員数の推移。
| 年                 | 従業員数 |
| ------------------ | -------- |
| 2016年（平成28年） | 3,337    |
| 2021年（令和3年）  | 3,507    |

## 交通

### 鉄道
- 京成押上線：四ツ木駅（住所は四つ木で[15]、南側が東四つ木にあたる）

### バス等

#### 路線バス
京成タウンバスの2系統が利用できる。平和橋通り沿いに南から順に、
平和橋、川端小学校、忍橋、渋江公園の各バス停がある。
- 綾瀬線（平和橋通り経由）
  - 新小51 : 新小岩駅 - 平和橋 - 川端小学校 - 忍橋 - 渋江公園 - 堀切菖蒲園駅 - 登記所 - 綾瀬駅
  - 新小51（出入庫） : 新小岩駅 - 平和橋 - 川端小学校 - 忍橋 - 渋江公園 - タウンバス車庫
  - 新小51（出入庫） : タウンバス車庫 - 渋江公園 - 登記所 - 綾瀬駅

また、綾瀬線に比べると運行本数は少ないが、四ツ木駅に近い都道450号線にも路線があり、南から順に水道橋、四ツ木駅の2つのバス停がある。
- 四ツ木線（四ツ木駅経由）
  - 新小52 : 新小岩駅東北広場 - 水道橋 - 四ツ木駅 - タウンバス車庫 - 小岩駅北口 - 市川駅
  - 新小52乙 : 新小岩駅東北広場 - 水道橋 - 四ツ木駅 - 葛飾区役所 - 青砥駅入口 - 亀有駅
  - 新小52乙 : 新小岩駅東北広場 - 水道橋 - 四ツ木駅 - 文化会館（葛飾区役所非経由） - 青砥駅入口 - 亀有駅

#### グリーンスローモビリティ
時速20キロメートル未満の低速・小型電動バス（グリーンスローモビリティ）を使い住民が他の住民を送迎する実証実験が、東立石を含めて2023年10月から2024年3月まで行なわれている。両地区とも高齢者が増えており、駅から遠いものの道路の幅が狭くて一方通行の地区も多く、路線バスの運行が難しいため導入された。

### 道路・橋梁
道路
- 首都高速道路2号中央環状線
- 東京都道308号千住小松川葛西沖線（平和橋通り）
- 東京都道450号新荒川葛西堤防線

橋梁
- 木根川橋（荒川・綾瀬川。東四つ木三丁目-墨田区八広六丁目）
- 平和橋（中川。東四つ木二丁目-西新小岩五丁目）
- 上平井橋（中川。東四つ木一丁目-西新小岩三・五丁目）

## 施設・寺社
- 荒川第一野球場
- 白鬚神社-渋江白髭神社、旧称：客人大権現（東四つ木四丁目36番18号）
- 浄光寺-木下川薬師（東四つ木一丁目5番9号）
- 王子白髭神社（東四つ木一丁目12番26号）
- 林柔寺（東四つ木一丁目23番12号）

## その他

### 日本郵便
- 郵便番号 : 124-0014[3]（集配局 : 葛飾郵便局[17]）。